# Cantone di Quimper-3
Il Cantone di Quimper-3 era una divisione amministrativa dell'arrondissement di Quimper.
A seguito della riforma approvata con decreto del 13 febbraio 2014, che ha avuto attuazione dopo le elezioni dipartimentali del 2015, è stato soppresso.

## Composizione
Comprendeva parte della città di Quimper e i comuni di:
- Plomelin
- Pluguffan